# Carcellia caspica
Carcellia caspica là một loài ruồi trong họ Tachinidae.